# Macroglossum kanita
Macroglossum kanita är en fjärilsart som beskrevs av Swinhoe 1892. Macroglossum kanita ingår i släktet Macroglossum och familjen svärmare. Inga underarter finns listade i Catalogue of Life.